# Tambacounda (regio)

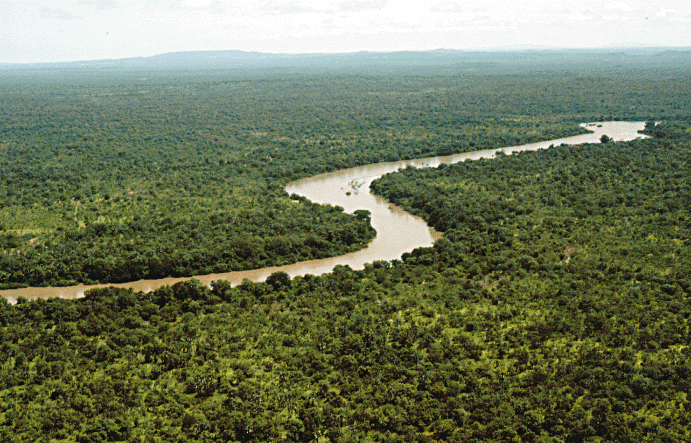
De Gambia in het nationaal park Niokolo Koba

Tambacounda is veruit de grootste van de veertien regio's van Senegal en beslaat ruwweg het zuidoostelijke vierde van het land. In 2001 telde de regio 455.001 inwoners op een oppervlakte van bijna 42.706 km². De hoofdstad van de regio heet eveneens Tambacounda. De regio Tambacounda heette vroeger Sénégal Oriental. Die naam werd bij hervormingen op 24 maart 1984 gewijzigd in de huidige.
Grote bevolkingsgroepen in de regio zijn de Bambara, de Pulaar en de Wolof. De economie van Tambacounda is voornamelijk gebaseerd op landbouw. Verder wordt ook aan mijnbouw en toerisme gedaan. Voor dat laatste is onder meer het grote nationaal park Niokolo Koba belangrijk.

## Grenzen
Gelegen in het zuidoosten van Senegal grenst de regio Tambacounda aan drie buurlanden:
- De regio Kayes van Mali in het oosten.
- Twee regio's van Guinee in het zuiden:
  - Boké in het zuidwesten;
  - Labé in het zuidoosten.
- In het centraal-westen grenst de regio ten zuiden ook aan twee divisies van Gambia:
  - Central River in het zuidwesten;
  - Upper River in het zuidoosten.

Tambacounda heeft verder nog vier regionale grenzen:
- Matam in het noorden;
- Kolda in het zuidwesten;
- Kédougou in het zuidoosten;
- Kaffrine in het noordwesten.

## Departementen
De regio is onderverdeeld in vier departementen:
- Bakel
- Goudiry
- Koumpentoum
- Tambacounda

Tot februari 2008 was ook de huidige regio Kédougou een departement van Tambacounda.
Dakar ·
Diourbel ·
Fatick ·
Kaffrine ·
Kaolack ·
Kédougou ·
Kolda ·
Louga ·
Matam ·
Saint-Louis ·
Sédhiou ·
Tambacounda ·
Thiès ·
Ziguinchor